# Vater (Album)
Vater ist ein Konzeptalbum der deutschen Band Janus, das sich durchgehend mit diversen Vaterfiguren aus Literatur, Mythologie und dem allgemeinen Weltgeschehen beschäftigt. Lediglich der Titel Schwarzer Witwer bricht mit diesem Konzept.

## Artwork
Die Gestaltung der CD, des Covers und des Booklet stammt von Oliver Schlemmer nach einem Konzept vom Sänger Dirk Riegert und Schlemmer selbst. Das Booklet beinhaltet die Texte zu den sieben genannten Titeln sowie computergenerierte Collagen aus verfremdeten Fotos, welche den Inhalt des jeweiligen Titels stützen sollen.
Das Cover wird durch ein den Betrachter anblickendes baumartiges Gesicht mit Mustach dominiert das fast die gesamte linke Hälfte des Bilds einnimmt. Den Hintergrund nimmt ein ornamentierter Rahmen ein, welcher vage an alte Fenster- oder Bilderrahmen erinnert, im Zentrum des Rahmens befindet sich eine konzentrisch zusammenlaufende Spirale.
Auch die Gestaltung des Re-Release verfolgt das gleiche Konzept, bleibt aber entgegen dem sehr bunten Design der ersten Veröffentlichung einheitlich in Gelbtönen und wird durch deutliche Anspielungen aufs Lovecrafts Cthulumythos ergänzt. So zeigen u. a. das neu hinzugefügte Bandfoto und der Pappschuber sowie die veränderte Rückseite der CD-Hülle und des Booklets Zeichnungen von Wasserfossilen, Tentakeln etc.

## Inhalt 1998
Nahezu alle Titel beschäftigen sich mit unterschiedlichen Vater-Kind-Beziehungen im weitesten Sinn. Die CD verfolgt somit keine zusammenhängende Handlung wie das später erschienene Schlafende Hunde, sondern behandelt die extremen emotionalen oder psychischen Augenblicke einer solchen Beziehung.
Der erste Titel Isaak beschäftigt sich mit der Beinah-Opferung Isaaks (Gen 22, 1-19) aus der Sicht des jungen Isaaks. Das zweite Stück Schwarzer Witwer basiert entfernt auf der Kurzgeschichte Das verräterische Herz von Edgar Allan Poe und behandelt die Gewissensbisse und deren psychische Folgen bei einem Mann, der versucht, den Mord an seiner Frau zu verarbeiten. Somit behandelt dieser Titel als einziger keine Variante einer Vater-Kind-Beziehung. Lolita nimmt diesen Teil jedoch wieder auf und variiert vorwiegend das 22. Kapitel des gleichnamigen Buchs von Vladimir Nabokov. Hier als Rede des Protagonisten Humbert Humbert dargestellt, der versucht, Lolita von einem gemeinsamen Leben zu überzeugen. Das Stück Lolita versteckt dabei noch den Titel Knochenhaus als Hidden Track. Das als Kinderreim vorgetragene Knochenhaus behandelt eine Serienmördersequenz die u. a. an John Wayne Gacy erinnert, der die Leichen seiner Opfer im Keller verscharrt hatte. In dem Titel
unterhält der ungenannte Protagonist ein fürsorgliches, fast väterliches Verhältnis zu den Leichen.
Exodus nimmt den Abschiedsbrief von Adam Czerniaków auf und thematisiert sein Grauen, die Kinder seines Volkes aus dem Warschauer Ghetto in das Vernichtungslager Treblinka zu senden. Saitenspiel thematisiert den Tod von Gustav Mahlers Tochter und Mahlers Versuch, diesen zu verarbeiten, welcher mit einem Aufmarsch eines Leichenzuges zu Ehren bei einem Brand umgekommener Feuerwehrleute aufeinandertraf. Der Song Der Flüsterer im Dunkeln nimmt die Kindheitsgeschichte des Autors H. P. Lovecraft auf. Dieser wurde durch den Tod des Vaters und den viktorianischen Totenbrauch des Abschiednehmens bis hin zu Wahnvorstellungen traumatisiert, ein Prozess, den das Stück verfolgt. Den Abschluss des Albums bildet das Stück Die dreizehn Bestien, das eher als ein Instrumental, denn als ein regulärer Titel gesehen werden kann; die knappen und stark verzerrten vier Zeilen Text wiederholen sich und stehen in keinem Zusammenhang zum Albumkonzept.

## Deluxe Edition 2006
Auf dem Re-Release finden sich nicht nur die bereits bekannten Stücke, sondern auch drei weitere Titel, die bis dahin nur auf wenigen Veröffentlichungen erhältlich waren. Die Titel Wolken über Orgonon und Kafka waren vormals auf der Maxi-CD Isaak enthalten, Die Ballade von Jean Weiss hingegen nur auf der streng limitierten Vater-Demo-CD. Auch das Stück Knochenhaus wurde 2006 als Track genannt.
Die Ballade von Jean Weiss behandelt das 'Abspritzen' von KZ-Häftlingen im deutschen Konzentrationslager durch den SDG Josef Klehr. Der Text basiert auf einem Interview mit einem jüdischen Helfer Klehrs, der Klehr dabei assistieren musste, den eigenen Vater zu töten. Wolken über Orgonon beschäftigt sich mit der Beziehung zwischen dem langsam dem Wahnsinn verfallenden Psychologen Wilhelm Reich und seinem Sohn Peter, der versucht, zu seinem Vater durchzudringen. In Kafka geht es um den gleichnamigen Autor, das Lied beschreibt ein Szenario, in dem Kafka in der Gegenwart durch Prag streift, immer noch gebeutelt vom Verhältnis zu seinem Vater. Hierzu zitieren Janus auch Kafkas Brief an Oskar Pollak vom 20. Oktober 1902. 

„Prag läßt nicht los. [...] Dieses Mütterchen hat Krallen.“

## Musikalische Einordnung
Das Album lässt sich am ehesten dem Genre der Neuen Deutschen Härte zuordnen, obgleich Stile wie Pop (Kafka), Chanson (Wolken über Orgonon), Doors-lastiger Bluesrock (Knochenhaus), neben weiteren Stilen in den Klang des Albums einfließen.

## Titelliste
Vater
1. Isaak – 6:02
2. Schwarzer Witwer – 9:03
3. Lolita – 10:35
4. Exodus – 3:07
5. Saitenspiel – 6:28
6. Der Flüsterer im Dunkeln – 9:39
7. Dreizehn Bestien – 5:35

Vater deluxe
1. Isaak – 6:03
2. Schwarzer Witwer – 9:05
3. Lolita – 7:55
4. Knochenhaus – 2:47
5. Exodus – 3:07
6. Die Ballade von Jean Weiss – 6:39
7. Wolken über Orgonon – 2:21
8. Saitenspiel – 6:29
9. Kafka – 5:13
10. Der Flüsterer im Dunkeln – 9:45
11. Die dreizehn Bestien – 5:37

## Kritik
Die Musikpresse bescheinigte dem Album durchgehend komplexe Tiefe und ein gelungenes Gesamtkonzept.
- „Alles passt hervorragend zusammen und ist von hervorragender Qualität, seien es die Arrangements als auch die Produktion.“ (Thomas Sonder, Orkus 9/98)
- „Da neben den beiden genannten Titeln, die restlichen Stücke höchstens minimal „schlechter“ sind, ist JANUS deshalb der Avantgarde-Aufsteiger 98.“ (Markus Fürgut, Zillo 10/98)
- „Einen beachtlichen Erstling haben sie unter Mithilfe diverser Gastmusiker- und Musikerinnen da geschaffen.“ (Sonja Angerer, Metal Hammer 11/98)